# Carl Michael von Hausswolff
Carl Michael von Hausswolff (ur. 13 października 1956 w Linköping) – szwedzki kompozytor muzyki elektronicznej, twórca instalacji artystycznych, kurator wystaw artystycznych.
Były mąż Anniki von Hausswolff. Ojciec Marii von Hausswolff i Anny von Hausswolff.

## Życiorys i twórczość

### XX w.
Carl Michael von Hausswolff w latach 70. przeniósł się do w Sztokholmu, gdzie spotkał Leifa Elggrena. Współpracę nawiązali w latach 1979–1980. Początkowo instrumentem von Hausswolffa był magnetofon, na którym za pomocą sprzężeń i wynalezionych dźwięków tworzył skomplikowane drony, towarzyszące jego instalacjom artystycznym.
W 1980 roku założył z Erikiem Pauserem zespół performerski Phauss, z którym dokonał pierwszych nagrań. Album The Conductor, wydany w 1983 roku, był jednym z jego pierwszych solowych albumów. W 1980 roku w Göteborgu von Hausswolff założył wraz z niemieckim fotografem Ulrichem Hillebrandem magazyn Radium 226.05, którego działalność wkrótce została rozszerzona na różne artystyczne przedsięwzięcia, takie jak: wydawanie muzyki, fotografia, poezja, sztuka konceptualna, festiwale i wystawy. Radium 226.05 zdobył uznanie jako wiodąca platforma wsparcia dla szwedzkiego sound artu w Szwecji, dokumentując przy pomocy wydawanych płyt jego dorobek, oparty na silnie skoncentrowanym dźwięku z minimalną ilością ozdobników czy przenikania się z ulotną kulturą popularną.
Po zamknięciu Radium w 1992 roku założył kolejną wytwórnię, Anckarström, działającą do 1995 roku. W latach 1991–1996 współpracował z Andrew McKenzie.
W 1992 roku wspólnie z Leifem Elggrenem utworzył projekt konceptualny Królestwa Elgaland-Vargaland [KREV]. Według słów założycieli „Elgaland-Vargaland jest największym i najbardziej zaludnionym królestwem na Ziemi, obejmującym wszystkie granice pomiędzy innymi narodami, jak również Cyfrowe Terytorium i inne stany istnienia. Za każdym razem, gdy gdzieś podróżujesz i za każdym razem, gdy wchodzisz w inną formę, taką jak stan snu, odwiedzasz Elgaland-Vargaland”. 
W 1994 utworzył Hafler Trio. 
W połowie lat 90. założył z Grahamem Lewisem i Jeanem-Louisem Huhtą zespół Ocsid, który prezentował długie spektakle muzyki elektronicznej i wideo.
Dwie główne dziedziny, które rozwijał w latach 90. to muzyka elektroniczna i komunikacja z życiem pośmiertnym. W ramach tej pierwszej skoncentrował się na własnej muzyce, która stawała się coraz bardziej minimalistyczna, i w której godzinne utwory były często zbudowane z zaledwie kilku źródeł dźwięku. Kulminacją tych eksperymentów był skrajnie minimalistyczny album Ström (2000). Druga dziedzina natomiast dała o sobie znać w występach i albumach z wykorzystaniem Electronic Voice Phenomena, polegającym na przechwytywaniu głosu zmarłych za pomocą sygnałów radiowych.
Dzięki bliskiemu zaangażowaniu w działalność szwedzkiego stowarzyszenia nowej muzyki i intermediów Fylkingen von Hausswolff opracował i zastosował w praktyce szereg przedsięwzięć i działań, mających na celu zgłębianie tajników produkcji dźwiękowej, pomyślanej nie jako linearna, skończona całość, ale raczej jako ciągły „obiekt w ruchu”.

### XXI w.
Na zorganizowanej w 2000 roku w Färgfabriken w Sztokholmie von Hausswolff złożył hołd jednemu z pionierów badań EVP, Friedrichowi Jürgensonowi. Pokazał tam archiwum taśm Jürgensona i udostępnił próbki do odsłuchu, zaprezentował również dokumentację jego działalności archeologicznej i tę dotyczącą jego filmów dokumentalnych.
Interesował się wzajemnym oddziaływaniem pustki i nasycenia, rozpadu i witalności oraz przecięcia „czystego afektu” z utrwalonym znaczeniem. Podejście to uwidoczniło się w serii „czerwonych” przedsięwzięć artystycznych (takich jak: Red Pool, Red Night, Red Code, Red Empty i Red Mersey, zrealizowanych w latach 1999–2004). W ramach każdego z tych wydarzeń von Hausswolff eksplorował miasto nocą, szukając wybranych miejsc, które zostały oświetlone czerwonymi reflektorami, sfotografowane w tym czerwonym stanie, a następnie przywrócone do stanu normalnego. Działania te zostały przeprowadzone w różnych miejscach, od Liverpoolu (podświetlenie rzeki Mersey) do Santa Fe.
W 2001 roku został współkuratorem Nordic room na Biennale w Wenecji.
W 2003 roku był kuratorem 2. Biennale w Göteborgu. Zainicjował mixed medialne wydarzenie Against All Evens, był kuratorem wystawy dźwiękowej freq_out, która polegała na zaproszeniu wybitnych artystów dźwiękowych do stworzenia kompozycji z dźwięków elektronicznych w określonym, ograniczonym segmencie słyszalnego spektrum częstotliwości. Podstawowa koncepcja freq_out pojawiła się również w projekcie Sound As Space Creator z 2003 roku, którego prezentacja miała miejsce w Kunsthal Charlottenborg w Kopenhadze. Kolejne wersje freq_out były prezentowane na festiwalach sztuki i muzyki, takich jak: Nuit Blanche, Sonambiente, Happy New Ears i Ultima. Jedyna w historii wersja plenerowa miała miejsce w Tajlandii, w ogrodzie Muzeum Sztuki CMU. W lutym 2012 roku Moderna Museet w Sztokholmie gościło ósmą wersję freq_out, która przypuszczalnie była największą samodzielną pracą dźwiękową, jaka kiedykolwiek została zaprezentowana w muzeum sztuki.
W 2012 roku kontrowersje wywołał obraz von Hausswolffa, wystawiony w jednej ze szwedzkich galerii, który został wykonany z prochów ofiar nazistowskiego obozu koncentracyjnego Lublin (KL), wykradzionych – według niego – podczas jego wizyty w Państwowym Muzeum na Majdanku w 1989 roku. Artysta stwierdził, iż prochy te zostały zmieszane z wodą i użyte do namalowania serii szarych smug na niewielkim obrazie. Władze muzeum nazwały rzekomą kradzież „niewyobrażalnie barbarzyńskim czynem”.
W 2017 roku von Hausswolff wspólnie z córką Anną zaprezentowali, stworzone rok wcześniej dla trzech przedszkoli w Huddinge stałe dzieła dźwiękowe, zatytułowane Mikrofon, przeznaczone dla dzieci, które w trakcie ich słuchania miały za zadanie skojarzyć obrazy.
Wydany w tym samym roku album Still Life – Requiem był wyrazem eksperymentu von Hausswolffa z percepcją. Fundamentem długiej kompozycji są nagrania ciągłych drgań materiałów stałych, które zostały poddane odsłuchowi i zmianie.
W 2019 roku von Hausswolff nawiązał współpracę z Jónem Þórem Birgissonem z Sigur Rós, której owocem był album Dark Morph, zainspirowany kryzysem ekologicznym oceanów i ich fauny. Obaj artyści podróżowali po morzach wokół Fidżi na statku badawczym próbkując dźwięki wydawane przez humbaki, krewetki, fidżyjskie nietoperze i czaple czczone z podgatunku dark morph (od których album wziął swój tytuł) i następnie przekształcając je w drony, służące do tworzenia kompozycji.

## Współpracownicy
Von Hausswolff współpracował lub współpracuje z takimi twórcami jak: Zbigniew Karkowski, David Jackman, Erik Pauser, Andrew McKenzie, Graham Lewis, Leif Elggren i Jón Þór Birgisson.

## Wystawy

### Grupowe (wybór)
- Manifesta 1 (1996, Rotterdam)
- Documenta X (1997, Kassel)
- Biennale (1997, Stambuł)
- Biennale (1997, Johannesburg)
- Biennale (1999, Santa Fe)
- Biennale (2004, Liverpool)
- Biennale w Wenecji (2001, 2003, 2005)[13]

### Indywidualne (wybór)
- Färgfabriken (2000, Sztokholm)
- Portikus (2004, Frankfurt nad Menem)
- Lundskonsthall (2013, Lund)[13]